# Banat septentrional
Pour les articles homonymes, voir Banat.
Le district du Banat septentrional (en serbe cyrillique Севернобанатски округ ; en serbe latin : Severnobanatski okrug) est une subdivision administrative de la république de Serbie. Au recensement de 2011, il comptait 146 690 habitants. Le centre administratif du district du Banat septentrional est la ville de Kikinda.
Le district est situé à l'extrême nord de la Serbie, dans la province autonome de Voïvodine ; il s’étend sur une partie du Banat serbe et sur une partie de la région de la Bačka.

## Municipalités du Banat septentrional
| Nom           | Superficie (en km²) | Population 2002 | Population 2011 | Statut       |
| ------------- | ------------------- | --------------- | --------------- | ------------ |
| Ada           | 229                 | 18 994          | 16 785          | Municipalité |
| Kanjiža       | 399                 | 27 510          | 24 995          | Municipalité |
| Kikinda       | 782                 | 67 002          | 59 329          | Municipalité |
| Novi Kneževac | 305                 | 12 975          | 11 232          | Municipalité |
| Senta         | 293                 | 25 568          | 22 961          | Municipalité |
| Čoka          | 321                 | 13 832          | 11 388          | Municipalité |
| Total         | 2 329               | 165 881         | 146 690         |              |

## Répartition de la population par nationalités (2002)

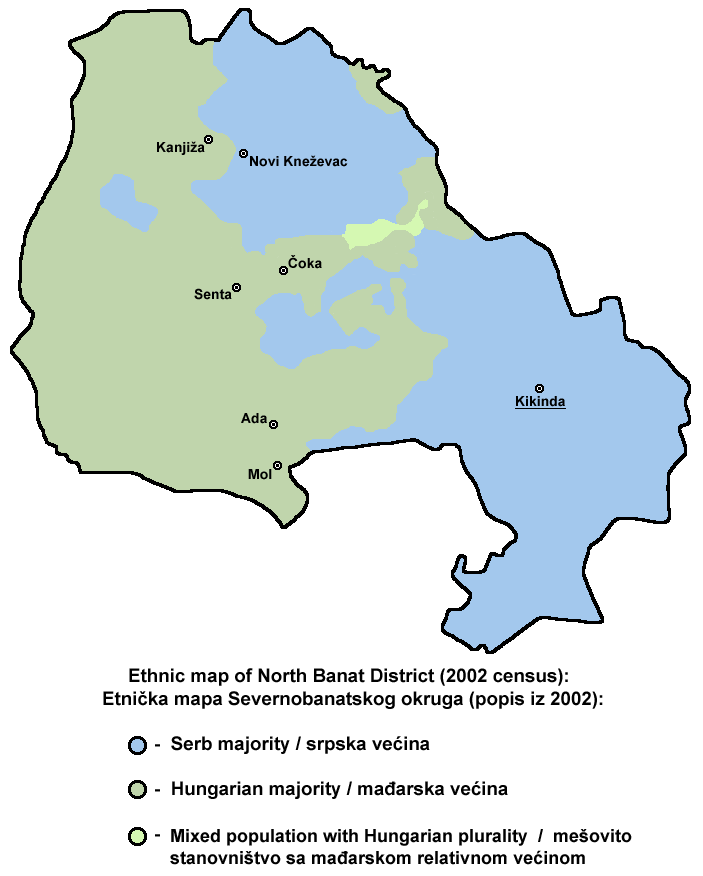
Répartition de la population par nationalités (2002)

Au recensement de 2002, le district comptait 165 881 habitants, répartis de la manière suivante :
Deux municipalités possèdent une majorité de Serbes : Kikinda (76,43 %) et Novi Kneževac (59,53 %). Quatre municipalités sont habitées par une majorité de Hongrois : Ada (76,64 %), Čoka (51,56 %), Kanjiža (86,52 %) et Senta (80,51 %).

## Langues (2002)
- Hongrois = 79 779 (48,09 %)
- Serbe = 79 754 (48,08 %)
- Romani = 3 240 (1,95 %)
- Autres

## Culture
La ville de Kikinda est célèbre pour ses peintres, notamment Teodor Ilić Češljar, Nikola Aleksić, Đura Pecić et Đura Jakšić, à la fois peintre et écrivain.